# Maciej Bartoszek
Maciej Bartoszek (ur. 12 kwietnia 1977 we Włocławku) – polski trener piłkarski.

## Przebieg kariery
Bartoszek pracę w zawodzie trenera rozpoczął od prowadzenia juniorskich zespołów Zdroju Ciechocinek. W sezonie 2003/04 objął pierwszy zespół tego klubu, który rok później wprowadził do III ligi, gdzie zajął z nim piąte miejsce. 26 czerwca 2006 został szkoleniowcem Kani Gostyń, lecz już kilka dni później przeniósł się do beniaminka II ligi, Unii Janikowo. Zwolniony został w marcu 2007, po czym wrócił do Ciechocinka. W sezonie 2008/09 wspólnie z Mirosławem Westfallem ponownie pracował w Zdroju, w międzyczasie krótko był też zatrudniony w Legii Chełmża. W kolejnych rozgrywkach prowadził grający w Młodej Ekstraklasie zespół GKS Bełchatów, z którym zajął piątą lokatę w tabeli. W sezonie 2010/11 piastował stanowisko pierwszego trenera Bełchatowa, z którym zajął dziesiąte miejsce w Ekstraklasie. Z końcem czerwca 2011 umowa Bartoszka z klubem wygasła i nie zdecydowano się na jej przedłużenie.
W 2011 Bartoszek wygrał konkurs i został prezesem Przedsiębiorstwa Użyteczności Publicznej "Ekoskład" Sp. z o.o. w Służewie koło Aleksandrowa Kujawskiego.
Do pracy w zawodzie trenera wrócił w 2014 w Pelikanie Łowicz. W lipcu 2015 został trenerem Legionovii Legionowo. Po ponad dwóch miesiącach pracy złożył rezygnację z funkcji trenera grającego na trzecim szczeblu ligowym zespołu, którą zarząd klubu zaakceptował. Pod jego wodzą Legionovia zdobyła 11 punktów w ligowej tabeli i zajmowała ósmą lokatę. Wkrótce potem został menedżerem Zawiszy Bydgoszcz. W kwietniu 2016 ogłoszono go nowym trenerem piłkarzy Chojniczanki Chojnice. W szesnastu meczach rundy jesiennej sezonu 2016/17 Chojniczanka uzyskała 31 punktów i zajmowała drugie miejsce w I lidze. Trener zdecydował się wówczas na przyjęcie oferty od ekstraklasowej Korony Kielce.
20 września 2017 został trenerem Bruk-Betu Termaliki Nieciecza. 20 lutego 2018 został zwolniony z tego klubu. 10 października 2018 ponownie został szkoleniowcem Chojniczanki. Funkcję trenera tego klubu przestał pełnić 16 maja 2019. 6 marca 2020 znów został trenerem Korony Kielce, która kilka miesięcy później spadła z Ekstraklasy. 18 lutego 2021 został również jej dyrektorem sportowym. Z klubem rozstał się 11 marca tego samego roku.
13 kwietnia 2021 roku podpisał umowę z Wisłą Płock. 28 lutego 2022 przestał pełnić funkcję trenera tego klubu. 13 kwietnia 2023 został trenerem drugoligowej Kotwicy Kołobrzeg. Zwolniony został 10 kwietnia 2024.

## Sukcesy

### Indywidualne
- Trener sezonu Ekstraklasy: 2016/2017[20]